# Політична коректність
Політи́чна коре́ктність або політкоре́ктність — сталий стиль, тобто, політика ввічливого відношення до суперечливих явищ у суспільстві з метою стримування розростання руйнівних образ чи прихованих суперечок. Часто охоплює регламентований стиль мовлення, регламентовану термінологію та поведінку. Метою її є мінімізація образи представників меншин чи груп суспільства на підґрунті расових, релігійних чи культурних ідей. Стиль політкоректності часто використовують для приховування образ, які більшість не сприймає як такі. Сам термін і його вживання є гострополемічними.

## Особливості явища
Слід розуміти, що «політкоректність» — це не просто новий синонім для поняття «ввічливість». Політкоректність — певна політика, певний спосіб поведінки. Особливістю політкоректності є її крайня запобігливість; засуджуються не просто образливі вчинки, а усе, що потенційно може бути образливим. В разі оцінки мотивації вчинку чи слів, які можуть розглядатися, як образливі, обирається, як правило, максимально близький до зумисного вчинку варіант інтерпретації. Також для політкоректності характерна крайня неконфліктність — в разі, якщо виникає вибір між кількома варіантами інтерпретації події, факту, вчинку обирається найменш образливий, навіть якщо він є менш імовірним чи навіть відверто надуманим. Ще однією особливістю практики політкоректності є неоднаковість підходу. Оскільки сучасна політкоректність виросла з руху за права меншин, як правило, одні групи розглядаються як жертви, а інші як агресори. Власне сама політкоректність застосовується майже виключно саме щодо дій «агресорів» відносно до «жертв».

## Історія
Появу терміна політкоректність можна віднести до 1793 р., коли Верховний Суд США розглядав справу «Чізхольм проти Джорджії». В рішенні Суду був вжитий термін not politically correct — політично некоректний, суспільно неприйнятний.

## Приклади
- Використання в США «афроамериканець» (англ. Afro-American) замість «негр» (negro) і майже повна заборона слова «ніґґер» (nigger)
- Використання «з особливими потребами» замість «людина з інвалідністю», «неповносправний», «інвалід».
- Використання «з надлишковою вагою», «схильна(ий) до повноти» замість «ожиріння»